# Reserva biológica Indio Maíz
La Reserva Biológica Indio Maíz es considerada una de las reservas naturales mejor preservadas en Nicaragua. Ésta se localiza en la esquina sureste del país, bordeando el río San Juan. 
La reserva comprende 3180 km² y es el hogar de una amplia variedad de animales de la selva. Entre ellos la habitan cientos de especies de aves, incluyendo tucanes, guacamayas, colibríes y loros. En la zona también habitan mamíferos, tales como venados, perezosos, jabalíes, pumas, jaguares, pacas, zorros e incluso manatíes, además de las tres especies de monos que viven en el país (mona congo, cara blanca y mono araña). Asimismo, se pueden encontrar ranas venenosas, serpientes, cocodrilos, tortugas e iguanas. 
A pesar de que la reserva es una área inmensa, gran parte de ella no puede ser explorada, ya que el Ministerio de Recursos Naturales (MARENA) no permite que la gente entre en la mayoría de los lugares. Sin embargo, hay dos áreas por donde se puede ingresar para disfrutar de los tesoros naturales que se encuentran escondidos en esta remota esquina de Nicaragua.
Bartola es un río que forma el borde occidental de la Reserva Indio Maíz. Éste está ubicado a sólo 6 km del histórico pueblo de El Castillo, por lo que visitar Indio Maíz durante un viaje al pueblo es una buena opción. 
Cabe mencionar que para entrar a la reserva es necesaria la compañía de un guía. Generalmente, los visitantes contratan a uno y organizan el transporte desde El Castillo, pero también es posible contratar a uno de los guardia del MARENA, quienes tienen una pequeña estación a la entrada de la reserva. 
Dentro de Indio Maíz hay dos caminos que se usan para explorar el área. Estos varían en longitud (de 2 km a 3.5 km) y tiempo (2 a 2.5 horas a 3 a 3.5 horas). La vida silvestre es espectacular, y muchos de los animales del trópico pueden ser vistos fácilmente en estos senderos. 
La otra opción para recorrer la zona es quedarse en un bote y navegar río arriba. Como la reserva está justo al lado del río, los turistas pueden ver los bellos animales, especialmente aves, y la impresionante selva. El horario para entrar a través del Río Bartola es de 6:00 a. m. a 2:00 p. m. (es posible quedarse hasta después pero no mucha gente es autorizada a entrar después del horario establecido). 
Ya que Indio Maíz es una selva tropical, productos tales como repelentes, botas fuertes y capotes son necesarios. Los viajes a la reserva pueden ser organizados con los guías de El Castillo o en los hoteles del pueblo Boca de Sábalos.
En 2018 más de 5.000 hectáreas fueron afectadas por incendios.

## Opción 2: entrar por San Juan del Norte
El remoto pueblo de San Juan del Norte, ubicado en la parte sur de la Costa Caribe, es otra ruta por la que se puede entrar a la selva. Este pueblo da acceso al río Indio, que lo lleva directamente dentro de la reserva. Recientemente, el MARENA autorizó el ingreso de turistas usando este río, que ofrece la posibilidad de visitar un lado inexplorado. 
La visita a la zona empieza al viajar río arriba. El ancho del río se reduce lentamente y la naturaleza se hace más y más dominante a lo largo del viaje. La flora que se puede ver en este punto es espectacular, al igual que los animales como las aves, tortugas e incluso cocodrilos. 
Ya dentro de la reserva hay dos opciones: entrar directamente al camino de excursión y regresar a San Juan el Norte el mismo día o quedarse por la noche para tener más tiempo de explorar. En ambos casos, las únicas personas que pueden enseñar los alrededores a los visitantes son los indios Rama. Estos indígenas han estado viviendo en la selva por cientos de años y la conocen de memoria. Ellos guían a los turistas por los caminos y les ofrecen albergue si desean quedarse por una noche. 
Para quedarse a dormir, el único hospedaje accesible son los asentamientos de cabañas de madera que están situados a orillas del Río Indio. Los Ramas solían vivir en ellos, pero las actuales leyes gubernamentales les han prohibido continuar con su modo de vida de hace cientos de años. Por lo tanto, la mayoría de estos asentamientos están desérticos, pero eso no signigica que sea imposible quedarse en una de estas cabañas con los indígenas. 
Vale recalcar que el nivel de lujo es mínimo y no hay amenidades en el área, pero ésta es una de las formas más íntimas de explorar la selva. Además, este tipo de viaje le permitirá quedarse más tiempo y conocer aún más de la zona. 
De cualquier manera, ya sea un viaje de un día o uno de día y noche, la flora y fauna que verá en este lado de la reserva, menos explorada que Bartola, es espectacular. 
Por ejemplo, una de las excursiones más interesantes en el Río Indio lo lleva a unas raras formaciones rocosas que, en años anteriores, se pensaba habían sido talladas por seres humanos pero años más tarde se descubrió, a través de un estudio, que la forma de las rocas es de origen natural. 
Otro lugar único es la Laguna de Manatíes, que también se puede visitar en el viaje a la reserva. Para este viaje se necesita bastante tiempo y esfuerzo porque hay que viajar por los pequeños arroyos que conectan a esta laguna con el Río Indio. Pero la laguna es uno de los pocos lugares en los que, con un poco de suerte y paciencia, se puede ver a esta singular especie. 
Los viajes a la Reserva Indio Maíz se pueden organizar en San Juan del Norte. Algunos de los indígenas Rama también viven en este pueblo, lo que hace posible contratar a un guía. Asimismo, los hoteles locales lo ayudan a arreglar la gira.